# Sam Nicholson
Pour les articles homonymes, voir Nicholson.
Sam Nicholson, né le 20 janvier 1995 à Édimbourg, est un footballeur écossais jouant au poste de milieu de terrain ou d'avant-centre.

## Biographie
Avec les sélections écossaises, il participe aux éliminatoires du championnat d'Europe des moins de 19 ans 2014, puis aux éliminatoires de l'Euro espoirs 2017.
Il est demi-finaliste de la Coupe de la Ligue en 2014, en étant battu par le club d'Inverness.
Avec le club du Heart of Midlothian, il inscrit un doublé en Championship le 10 janvier 2015, contre l'équipe de Dumbarton. Il inscrit cinq buts en deuxième division cette saison-là.
Le 10 juillet 2017, il rejoint la MLS et Minnesota United.
Le 17 juin 2022, il retourne aux Rapids du Colorado.

## Palmarès
Avec le Heart of Midlothian, il est champion d'Écosse de D2 en 2015.